# Association française Buchenwald Dora et Kommandos
L'association française Buchenwald Dora et Kommandos est créée à la fin de la Seconde Guerre mondiale, en 1945, par des survivants et des membres des familles de déportés. Elle vient en aide aux déportés et entretient la « mémoire de la déportation ». Depuissa création, elle recueille les témoignages de déportés à Buchenwald, à Dora (camp de concentration dépendant de Buchenwald) et dans leurs kommandos (camps extérieurs).

## Présentation et organisation
L'association française Buchenwald Dora et Kommandos est fondée le 1er juillet 1945, dès la fin de la Seconde Guerre mondiale en Europe, par Marcel Paul et Frédéric-Henri Manhès. Elle se fixe d'abord pour objectif de maintenir les liens entre les survivants des camps de Buchenwald, Dora (camp de concentration dépendant de Buchenwald) et de leurs kommandos (camps extérieurs), mais son but s'élargit à la préservation et la transmission de la mémoire de la déportation.
De 1990 à 2001, elle est dirigée par l'homme politique Guy Ducoloné, qui cède ensuite sa place à Jean-Claude Gourdin tout d’abord, puis Dominique Durand et Alain Rivet, trois fils de déportés. En 2013 et 2014, Dominique Durand redevient président, avant qu'Olivier Lalieu lui succède l'année suivante.